# گورو ایبوکی
گورو ایبوکی (انگلیسی: Goro Ibuki؛ زادهٔ ۲ ژانویهٔ ۱۹۴۶) هنرپیشه اهل ژاپن است.
از فیلم‌ها و سریال‌های او می‌توان به میتو کومون اشاره کرد.